# USS Cairo (1862)
El USS Cairo (1861) fue un cañonero fluvial ironclad de clase City construido por la marina de la unión por James B. Eads durante la Guerra de Secesión. Fue el primer buque de la clase City, también llamada clase Cairo. El Cairo fue el primer buque blindado hundido por una mina naval, el 12 de diciembre de 1862 en el río Yazoo

## Servicio en la Guerra de Secesión
El USS Cairo fue construido en 1861 por James Eads & Co., en Mound City,  Illinois, bajo contrato del Departamento de guerra de los Estados Unidos. Fue dado de alta como parte de la flotilla de cañoneros del oeste del ejército de la Unión,  al mando del teniente naval James M. Prichett.
El Cairo sirvió en la flotilla de cañoneros del oeste, que estaba al mando de Andrew Hull Foote, en los ríos Misisipi y Ohio y sus afluentes hasta que fue transferido a la US Navy el 1 de octubre de 1862 con el resto de cañoneros fluviales. 
Participó en las ocupaciones de Clarksville (Tennessee), el 17 de febrero de 1862, y Nashville (Tennessee) el 25 de febrero, Cairo se retiró río abajo el 12 de abril dando escolta a  buques mortero para comenzar las largas operaciones contra Fort Pillow. Tuvo un enfrentamiento con cañoneros confederados en Plum Point Bend el 11 de mayo. Realizó una serie de bombardeos y actividades de bloqueo que culminaron con el abandono de la fortaleza por sus defensores el 4 de junio.
Dos días después, el 6 de junio de 1862, el Cairo participó en la Victoria de siguiente buques de la Unión sobre ocho cañoneros confederados en Memphis, una acción en la que cinco de los buques oponentes, fueron hundidos, dos resultaron con daños graves y uno consiguió escapar. Esa noche, las fuerzas de la Unión, ocuparon la ciudad. El USS Cairo volvió a patrullar en el Misisipi hasta el 21 de noviembre cuando se unió a la expedición al Yazoo.
El 12 de diciembre de 1862, cuando limpiaba de minas el río como preparación al ataque a Haines Bluff (Misisipi), el USS Cairo chocó con una mina detonada por voluntarios ocultos tras los bancos de arena del río. El USS Cairo se hundió en 12 minutos sin bajas humanas. El USS Cairo se convirtió en el primer buque de guerra blindado hundido por una mina detonada eléctricamente.

## Descubrimiento del pecio

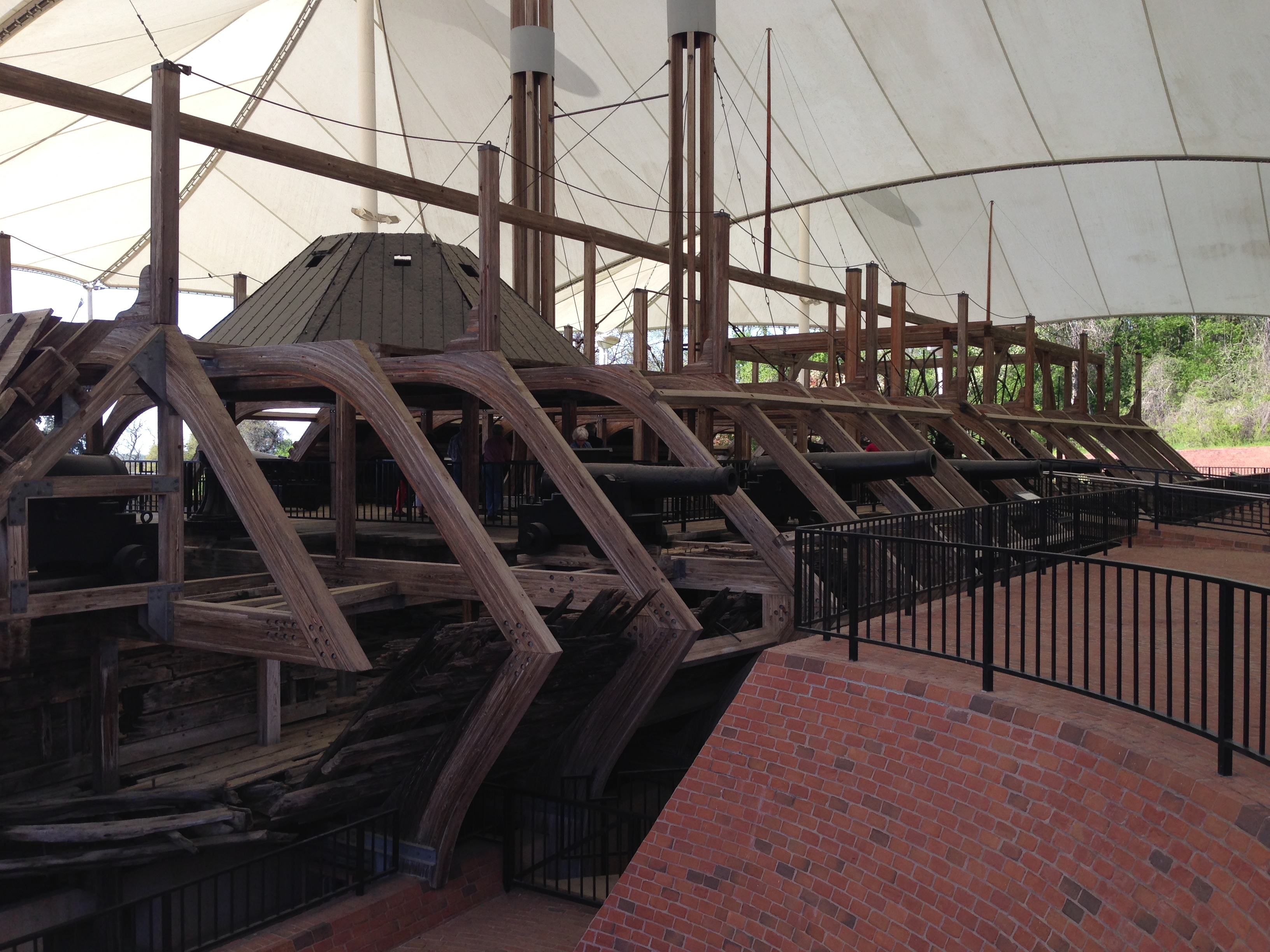
El descubrimiento del pecio por Don Jacks y Warren Grabau.

Con el paso de los años, el cañonero fue olvidado y su sepulcro sumergido, se fue cubriendo de lodo y arena. Cubierto por el fango, el USS Cairo se convirtió en una cápsula del tiempo en la cual su maquinaria y armamento se preservaban intactos. Su paradero, se convirtió en pura especulación, pues los miembros de la tripulación ya habían muerto y los lugareños, no estaban seguros de su localización.
Tras estudiar documentos y mapas contemporáneos, Edwin C. Bearss, un historiador del Vicksburg National Military Park, pudo trazar el lugar aproximado donde se encontraba el pecio. Con la ayuda de detectores de metales y con la de sus compañeros Don Jacks y Warren Grabau, descubrieron la tumba subacuática del Cairo en 1956. El entusiasmo y el interés locales comenzaron a crecer en 1960 con la recuperación del puesto del piloto y de un cañón de 8 pulgadas de anima lisa, Con la ayuda financiera del estado de Misisipi, y del condado de Warren y de fondos aportados por entidades locales, comenzaron los esfuerzos para rescatar el cañonero.

## Salvamento y museo

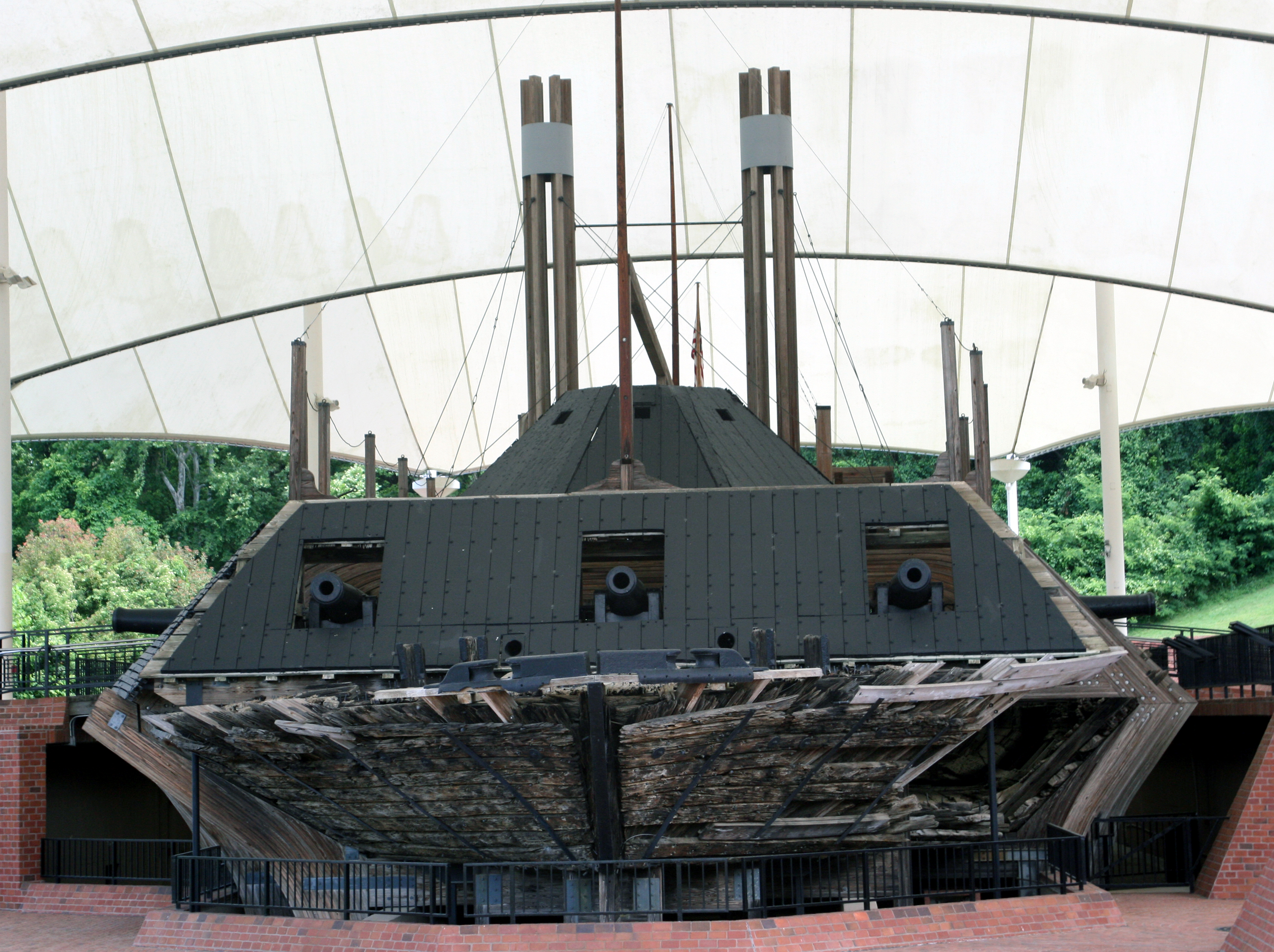
El USS Cairo en el Vicksburg National Military Park.

Las esperanzas de reflotar el ironclad y su carga de maquinaria y artefactos intacto se vieron destrozadas en octubre de 1964 cuando los cables de tres pulgadas usados para elevar al USS Cairo cortaron profundamente el casco de madera. En ese momento, se convirtió en una cuestión principal el salvar todo lo que fuera posible del buque. Se tomó la decisión de cortar al USS Cairo en tres secciones. Para finales de diciembre, los restos del buque, fueron puestos en barcazas y transportados a Vicksburg, Misisipi. En el verano de 1965 las barcazas, transportaron al Cairo a remolque a los astilleros Ingalls en la costa de Pascagoula. Allí, se le retiró el blindaje, que se limpió y almacenó. Los dos motores, fueron desmontados limpiados y vueltos a montar. Las secciones del casco, se arriostraron internamente, y un sistema de riego, mantenía permanentemente húmeda la madera para evitar que la madera estructural de roble blanco se combase por un secado demasiado rápido.  El 3 de septiembre de 1971, El Cairo fue incluido en las listas del Registro Nacional de Lugares Históricos.
En 1972, el Congreso de los Estados Unidos redactó la legislación que autorizaba al National Park Service a aceptar bajo su tutela al Cairo y para que restaurara el cañonero para su exhibición en el Vicksburg National Military Park. El retraso en la financiación, detuvo el proyecto hasta junio de 1977, cuando el buque fue transportado al parque y parcialmente reconstruido sobre unos cimientos de hormigón cerca del cementerio nacional de Vicksburg. Se realizó una cubierta para proteger el buque de los elementos en octubre de 1980, y el museo, abrió sus puertas en noviembre. La cubierta original, ha sido sustituida recientemente por una de lonas tensadas para proporcionar una mejor cobertura.
La recuperación de los equipos del USS Cairo relevó un tesoro de armamento, municiones, máquinas navales y pertenencias de los marineros que sirvieron a bordo. El cañonero y sus equipos, pueden ser vistos actualmente a lo largo del recorrido por el museo USS Cairo 32°22′33″N 90°52′0″O / 32.37583, -90.86667.